# 皇道学会
皇道学会は日本統治時代の朝鮮で京城府で組職された神道学習団体である。

## 概要
1940年12月に京城府民館で結成式を行って創立された。皇道思想普及が目的で、同時期に創立された文明琦（문명기）中心の皇道宣揚会と類似の面がある。皇道宣揚会が一般家庭に対する神棚普及と国防献金献納に注力したのに対し、皇道学会はもう少し学術的な次元の活動をした。
「内鮮一体の完成」を目標に掲げ、皇道思想を教育、宣伝する役目をした。李光洙が発起人代表を引き受け、多くの名士たちが参加した。設立趣旨書では「元々の朝鮮人そのままでは皇国臣民になることができない」と分析し、「内鮮一体の実践のために日本精神を理解して皇道精神を奉ずる」ために設立したと主旨を明らかにした。
会長は教育人辛鳳祚（신봉조）、理事には日本人の外にキリスト教指導者具滋玉（구자옥）、文人朴英煕（박영희）と鄭寅燮（정인섭）、親日理論家孫弘遠（손홍원）、玄永燮（현영섭）などが参加した。
活動内容は次の通り。
1. 皇道思想の学習
2. 皇道精神の一般に対する普及
3. 神社参拝の実践と奨励

主要活動は大和塾で皇道講習会を開催して皇道思想を学習して宣伝した事である。学習教材に日本の歴史書である「古事記」と「日本書紀」、そして「勅語集」などを使用した。扶余神宮建立には勤労奉仕隊を組織して派遣した。

## 参考資料
- 친일인명사전편찬위원회 （2004年12月27日）. 《일제협력단체사전 - 국내 중앙편》. 서울: 민족문제연구소. ISBN 8995330724